# Veronique Doumbe
Veronique Doumbe là một nhà làm phim độc lập người Cameroon và Tây Ấn. Cô là người sáng lập của Ndolo Films và được biết đến với vai trò là đạo diễn của The Birthday Party (2009), người chiến thắng năm 2010 của Giải thưởng điện ảnh quốc tế Berlin Black Film hay Video miêu tả trải nghiệm đen. Cô là đạo diễn của "Cuộc đời khủng hoảng", "Woman to Woman" và một số bộ phim khác.

## Sự nghiệp và vận động
Veronique là người ủng hộ các nhà làm phim nữ tìm những địa điểm bên ngoài "cỗ máy lớn" truyền thống của Hollywood để tiếp cận khán giả của họ. Cô thấy công nghệ và những tiến bộ mới trong cách tìm kiếm nguồn tài trợ cho phim và phân phối của họ là cơ hội mở rộng cho các nhà làm phim, những người có thể không có cơ hội.
Doumbe là thành viên của Film Fatale, một tổ chức nhằm hỗ trợ các cộng đồng bao gồm các nhà làm phim nữ để chia sẻ tài nguyên và hợp tác trong các dự án.

## Cuộc sống cá nhân
Doumbe sinh ra và lớn lên ở Pháp và Bờ Biển Ngà. Mẹ cô đến từ quốc đảo Martinique thuộc Tây Ấn và cha cô là người gốc Cameroon. Cô đã sống ở Hoa Kỳ trong hơn 35 năm và đang cư trú tại thành phố New York.